# Gudrun Gabriel
Gudrun Gabriel (* 21. November 1955 in Wien) ist eine österreichische Schauspielerin.
Gudrun Gabriel studierte Schauspiel am Max Reinhardt Seminar. Danach war sie von 1976 bis 1981 am Ensemble des Düsseldorfer Schauspielhauses engagiert. Seit 1979 ist sie in Film und Fernsehen zu erleben.
In regelmäßigen Abständen tourt Gudrun Gabriel seit 2013 mit dem Theaterstück „Golden Girls“ durch Deutschland, mit der gleichen Besetzung mit Anita Kupsch, Kerstin Fernström, Viktoria Brams und Wolff von Lindenau, zuletzt im Theater am Dom in Köln von Mai bis Juli 2017.

## Filmografie (Auswahl)
- 1979: Schwestern oder Die Balance des Glücks
- 1982: Der Zauberberg
- 1982: Doktor Faustus
- 1987: Wann, wenn nicht jetzt
- 1988: Wilder Westen inclusive
- 1989: Ein Fall für zwei (Fernsehserie, eine Folge)
- 1989–1991: We are Seven (Fernsehserie, 13 Folgen)
- 1991: Erfolg
- 1992–1993: Schloß Hohenstein (Fernsehserie, 6 Folgen)
- 1998: Bella Block: Auf der Jagd
- 1999: Klemperer – Ein Leben in Deutschland (Fernsehserie, drei Folgen)
- 2000: Zornige Küsse
- 2001: Polizeiruf 110 – Bei Klingelzeichen Mord
- 2001: In aller Freundschaft (Fernsehserie, Folge 106 als Christina Hartwig)
- 2002: Die Strandclique (Fernsehserie, zwei Folgen)
- 2002: Das Duo – Tod am Strand
- 2003: Der Seerosenteich (2-teiliger Film)
- 2009: Notruf Hafenkante (Fernsehserie, Folge Amerikanische Hochzeit)
- 2015: SOKO Donau (Fernsehserie, eine Folge)
- 2019: In aller Freundschaft (Fernsehserie, eine Folge)
- 2020: Auf dünnem Eis (Fernsehfilm)
- 2022: Inga Lindström: Schmetterlinge im Bauch (Fernsehreihe)

## Hörspiele
- 2011: Klaudia Ruschkowski/Giuseppe Maio: Im Bild versinken. Zigaina und Pasolini – Regie: Giuseppe Maio (Hörspiel – DKultur)